# Igor Sklyarov
Igor Sklyarov (em russo, Игорь Евгеньевич Скляров: (Taganrog, 31 de agosto de 1966) é um ex-futebolista profissional russo que atuava como defensor, campeão olímpico em Seul 1988.

## Carreira
Igor Sklyarov foi campeão olímpico com a União Soviética, derrotando o Brasil na final de Seul 1988.